# Столетний космический корабль

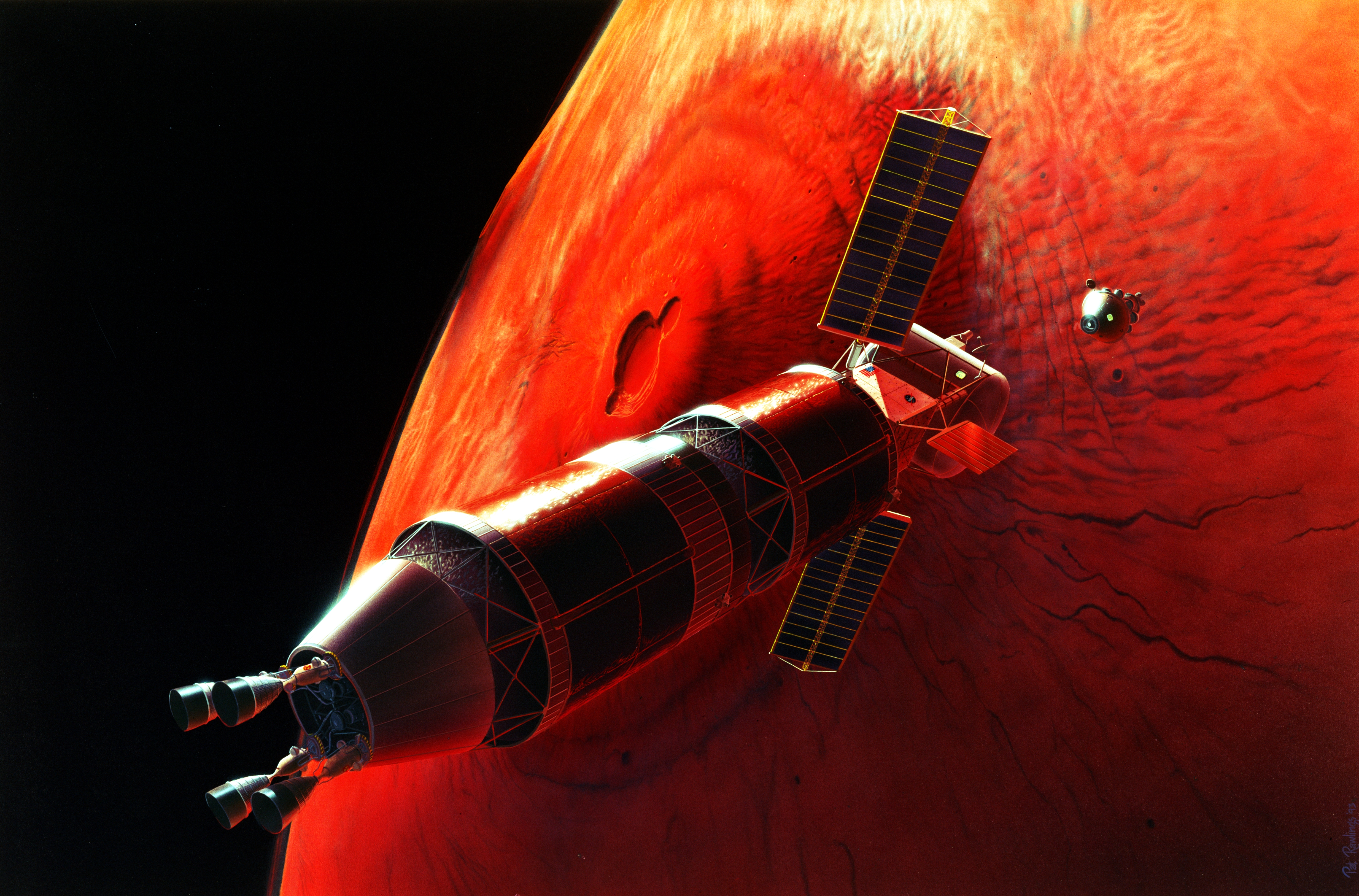
Корабль на марсианской орбите в представлении художника

«Столе́тний косми́ческий кора́бль» (англ. Hundred-Year Starship) — проект НАСА и DARPA для подготовки пилотируемого полёта в дальний космос.

## Основная концепция
С 2010 года проект разрабатывает Исследовательский центр имени Эймса — одна из основных научных лабораторий НАСА (центр участвовал в программе американского космического ведомства «Созвездие» по развитию пилотируемой космонавтики). Проект предполагает подготовку в течение ста ближайших лет пилотируемой экспедиции к другим звёздным системам. Руководитель программы DARPA Павел Еременко:

Наша задача — вдохновить несколько поколений людей на исследовательскую деятельность и прорывные инновации в огромном диапазоне дисциплин — физике, математике, биологии, экономике, психологии, в социальных, политических и гуманитарных науках, а также в искусстве и образовании.
Эта инициатива будет иметь не только гигантский культурный и научный результат, но и огромную экономическую выгоду для США — благодаря привлечению талантливых людей со всего мира заманчивой и эпохальной идеей достижения далеких звёзд.
— Перспективная программа экспериментов в области космической медицины и биотехнологии. — 2-е. — Москва: МФТИ. — 70 с. — doi:10.2139/ssrn.2448245.

## Финансирование проекта
Агентство DARPA выделяет начальные полмиллиона долларов на изучение организационной, технической и прочих составляющих этого предприятия, связанного с отправкой людей к другой планете.